# Claudio Druso
Tiberio Claudio Druso (c. 9/12 – 20/27) fue el primogénito del emperador romano Claudio y su primera esposa Plaucia Urgulanila. Tenía una hermana menor, Claudia, que fue repudiada por Claudio junto con Plaucia.

## Contexto
El abuelo de Tiberio Claudio Druso fue Marco Plaucio Silvano y su bisabuela era Urgulania. Se cree que Livia, la futura abuela del emperador Claudio y esposa del emperador Augusto, ayudó a su amiga Urgulania a organizar el matrimonio entre Claudio y Plaucia Urgulanila cuando su nieto tenía alrededor de 18 años. Claudio se casó con Plaucia Urgulanila en algún momento entre los años 9 y 12 de nuestra era. Tiberio Claudio Druso nació poco después del matrimonio, décadas antes de que su padre se convirtiera en emperador. Durante la mayor parte de su vida, el emperador fue su pariente Tiberio, hijo de Livia.

## Vida
Unos cinco meses después del nacimiento de su hija Claudia Julia, Claudio se divorció de Plaucia bajo la sospecha de adulterio y complicidad en el asesinato de Apronia, esposa de su hermano, que había sido empujada por una ventana. El divorcio pudo tener lugar entre los años 20 y 27. Claudio repudió a Claudia Julia exponiéndola en la puerta de Urgulanila, creyendo que era hija de un liberto suyo, aunque no rechazó la paternidad de su hijo Claudio Druso, que se convirtió en su único hijo a partir de entonces. Una estatua de mármol de Claudio Druso fue erigida en el Sebasteion de Afrodisias, un templo augústeo dedicado al culto de los emperadores y su familia; su base fue excavada durante una campaña arqueológica a finales del siglo XX.
Claudio Druso fue prometido a Elia Junila, hija única de Lucio Elio Sejano comandante de la Guardia Pretoriana. En el año 20 Sejano alcanzó el cénit de su poder, y el nacimiento de su hija le ofreció una oportunidad para emparentar con la familia imperial. Este compromiso llenó a Sejano, entonces sólo un prefecto, de esperanzas incumplidas. El historiador romano Tácito escribió que el pueblo no estaba satisfecho con este matrimonio y que dio su apoyo al del primo de Claudio Druso, Nerón César, hijo del popular general Germánico. Probablemente se temía que la nobleza de la familia (nobilitas familiae) fuera contaminada; Sejano no era de rango senatorial y su nombramiento como pretor en el año 20 fue una novedad sin precedentes. Claudio Druso nunca se casó con Elia Junila, que pudo haber nacido en el año de su compromiso. Según Tácito:

additar pontificatus et quo primam die forum ingressas est congiarium plebi admodum laetae quod Germanici stirpem iam puberem aspiciebat. auctum dehinc gaudium nuptiis Neronis et Iuliae Drusi filiae. utque haec secando rumore ita adversis animis acceptum quod filio Claudii socer Seianus destinaretur. polluisse nobilitatem familiae videbatur suspectumque iam nimiae spei Seianum ultra extulisse.
Su deleite por ver un hijo de Germánico ya crecido se veía aumentado por su matrimonio con la hija de Druso [ Livia Julia ]. Pero esas buenas noticias se veían ensombrecidas por el compromiso del hijo de Claudio con la hija de Sejano. Se sentía que esto devaluaba la nobleza de la casa imperial, elevando a Sejano incluso más allá de las excesivas esperanzas que las sospechas le adjudicaban.

## Numismática
Probablemente como conmemoración de su compromiso con Elia Junila, se acuñó una serie de monedas en Mirina en la Eólida, en la costa de Asia Menor, una ciudad de escasa importancia en la época y con un papel reducido en el culto imperial. Sin embargo, en el año 17 la región sufrió un gran terremoto, y Mirina fue una de las doce ciudades que recibió fondos para la reconstrucción del Fiscus, el tesoro imperial, así como cinco años de exención fiscal por parte del Senado Romano. Por lo tanto, es probable que las monedas, de las cuales existen cinco ejemplares, se emitieron en un momento de gratitud hacia Tiberio.
El anverso de las monedas de bronce muestra un busto de Claudio Druso de perfil mirando a la derecha con la leyenda escrita en el sentido de las agujas del reloj, en griego koiné: ΤΙ ΚΛΑΥΔΙΟϹ ΔΡΟΥϹΟϹ, romanizado: Ti. Klaudios Drousos, mientras que en el reverso aparece una cabeza Apolo, junto con un lira y el nombre de la ceca de Mirina, escrito en sentido contrario a las agujas del reloj: ΜΥΡΙΝΑΙΩΝ, Myrinaiōn.

## Muerte
El año de la muerte de Claudio Druso no se conoce con precisión. El historiador romano Suetonio sugiere que murió en el año 20, pero los Anales de Tácito sugieren que aún vivía en el año 23, cuando, según Tácito, el hijo del emperador Tiberio Druso el Joven dijo de Sejano con disgusto "los nietos de nosotros los Drusos también serán sus nietos". (en latín: communis tili cum familia Drusorum fore nepotes.) Esto sugiere que Claudio Druso aún no se había casado con la hija de Sejano. Posteriormente, se sospechó que Claudio Druso había sido asesinado por el mismo Sejano, pero Suetonio no creía eso. En cambio Suetonio dijo que se había atragantado con una pera que había arrojado al aire. Según su relato, Claudio Druso:

prope iam puberem amisit piro per lusum in sublime iactato et hiatu oris excepto strangulatum, cum ei ante paucos dies filiam Seiani despondisset. Quo magis miror fuisse qui traderent fraude a Seiano nectatum.
murió justo antes de llegar a la edad adulta, atragantado por una pera que había lanzado y atrapado con su boca jugando; como se había prometido sólo unos días antes con la hija de Sejano, el rumor de que Sejano le había asesinado se hace aún menos plausible.

## Legado
Tras la muerte del hermano de su madre Publio Plaucio Pulquerio, durante el reinado de Claudio, su epitafio menciona que él era el tío de Druso, posiblemente implicando cercanía entre ambos.